# Leo Cherne
Leo Cherne, né le 8 septembre 1912 dans le Bronx et mort le 12 janvier 1999 au Mount Sinai Hospital de New York, est un juriste, économiste et homme d'affaires américain, président du  International Rescue Committee (IRC) et du President's Intelligence Advisory Board (PFIAB), également sculpteur reconnu.

## Publications
- Adjusting your business to war,  Tax research institute of America, inc., New York, Washington, 1939, 238 p.

## Sculpture
Les musées américains détiennent plusieurs bustes de personnalités réalisés par Leo Cherne : Abraham Lincoln (1955),  Albert Schweitzer (1955), Jean Sibelius (1955), William Joseph Donovan (1959), John Fitzgerald Kennedy (1964), Lyndon B. Johnson (1966), Boris Pasternak.

## Distinctions
- Médaille présidentielle de la Liberté, remise par Ronald Reagan en 1984[3].